# Reinickendorf (stadsdelsområde)
Denna artikel behandlar stadsdelsområdet Bezirk Reinickendorf. För den mindre stadsdelen Berlin-Reinickendorf, som givit namn åt hela stadsdelsområdet, se Reinickendorf (stadsdel).
Reinickendorf är ett stadsdelsområde (Bezirk) i nordvästra Berlin. I Reinickendorf ingår stadsdelarna Borsigwalde, Frohnau, Heiligensee, Hermsdorf, Konradshöhe, Lübars, Märkisches Viertel, Reinickendorf, Tegel, Waidmannslust och Wittenau.

## Historia
Reinickendorf är en ursprungligen medeltida by som under 1800-talet industrialiserades, inte minst genom färdigställandet av stambanan norrut från Berlin 1877. Orten blev genom infrastrukturen alltmer sammankopplad med Berlin och utvecklades till en förort. Denna ort, dagens stadsdel Reinickendorf blev 1920 en del av Stor-Berlin, tillsammans med en rad andra förorter nordväst om stadskärnan. Stadsdelsområdet som tillsammans bildas av dessa, Bezirk Reinickendorf, skapades i samband med denna administrativa reform och har, med undantag för mindre gränsändringar 1938, sedan dess behållit sina administrativa gränser. 
Reinickendorf var under det delade Berlin 1945-1990 ett stadsdelsområde i den franska sektorn i Västberlin och har inom det återförenande Berlin behållit sina gränser. Däremot har vissa förändringar av underindelningen i stadsdelar (Ortsteile) gjorts sedan 1990.

Mandatfördelning i stadsdelsområdets fullmäktige
2016